# Anota Aí
Anota Aí foi um programa de viagens, exibido pelo canal por assinatura Multishow e apresentado por Titi Müller. Os episódios apresentam um top 10 temático a cada episódio, mostrando roteiros alternativos ao público.

## Produção

### 1ª temporada
Com 14 episódios temáticos, o Anota Aí lista 10 dicas fora dos roteiros tradicionais ao público do Multishow. Toda a temporada foi gravada em uma volta ao mundo ao longo de 45 dias, passando por 10 cidades do mundo: Nova York , Las Vegas , Miami , Toronto, Dubai, Tóquio, Istambul, Paris, Roma e Berlim.
Em entrevista, Titi Müller relatou ter vivido uma experiência intensa durante a gravação do reality, por conta de todos os estímulos sob os quais foi submetida. Para mostrar os itens do top 10 de cada episódio, a apresentadora encarou situações extremas como ser enterrada a 75ºC, em Tóquio, visitar o único hotel sete estrelas do mundo, em Dubai, e se jogar de um prédio de 125 metros de altura, em Berlim. Ela conta que chegou a engordar cinco quilos nesse processo.
No segundo dia de gravação, Titi sofreu um acidente em um propulsor a jato (jetpack) e despencou de seis metros de altura na água. A apresentadora conta ter demorado um mês para se recuperar do cansaço das gravações.
Dirigida por Tatiana Issa e Guto Barra, Anota Aí estreou sua primeira temporada no dia 3 de novembro de 2014, às 22 horas.

### 2ª temporada
Seguindo a mesmo formato, a segunda temporada do programa estreou em abril de 2015 no Multishow. A gravação de dois meses passou por 14 cidades: Londres, Kingston, Amsterdã, Viena, Macau, Nova York, Kuala Lumpur, Hong Kong, Lisboa, Singapura, Nova Orleans, Singapura e Memphis.
Para Titi Müller, essa temporada teve desafios mais exóticos, que incluíram servir de alvo para atiradores de facas, escalar paredes de gelo, comer camarões gigantes e experimentar uma aula de sereia. A apresentadora ainda encarou tomar sopa de cobra e ir atrás de jacarés em um pântano, mas afirmou ter se divertido mais durante as gravações. A temporada contemplou atrações turísticas clássicas - como ir ao museu de cera em Londres e andas na Times Square em Nova York - no episódio de estreia, batizado "10 programas cafonas obrigatórios".
Apesar de não participar da escolha das cidades que fizeram parte do roteiro, Titi explica que tudo é definido a partir dos temas dos episódios, levando em consideração as condições climáticas, a logística de deslocamento e a variedade de cenários para o programa.
A direção geral seguiu sendo assinada por Tatiana Issa e Guto Barra, com a colaboração de Paula Buarque, Raphael Alvarez e Gustavo Nasr.

### 3ª temporada
Pela primeira vez, o Anota Aí se dedicou apenas a um país. Gravada em um mês e meio na Itália, em novembro de 2015, a temporada passou por Milão, Bérgamo, Pádua, Veneza, Burano, Murano, Florença, Montalcino, San Gimignano, Siena, Bologna, Roma, Nápoles, Sorrento, Capri e Palermo. Titi Müller considerou os 13 episódios mais contemplativos, deixando as experiências radicais para trás. Entre as atividades que ela mostrou no programa estão aulas de tarantella, um passeio de gôndola e o preparo de uma limoncello - bebida típica do Sul da Itália.
Entre todas as cidades visitadas, Titi elegeu Sorrento como sua cidade favorita e afirmou que o melhor prato que comeu em todas as temporadas estava na Itália: um talharim com molho de limão siciliano e camarão. Durante a viagem, a apresentadora engordou seis quilos.
Antes da gravação da quarta temporada do programa, Titi anunciou o lançamento de um livro sobre suas andanças pelo mundo, que inclui suas experiências no programa, em outros trabalhos e também em viagens a lazer. O registro teve origem em diários de borde escritos pela "turista profissional", que considera terapêutico relembrar suas experiências.
Na grade de programação do Multishow, o programa passou a ser exibido toda sexta, às 18h30.

### 4ª temporada
Portugal foi o país escolhido para nortear a quarta temporada do Anota Aí. Com 13 episódios, a temporada focada na cultura e gastronomia lusitana estreou no dia 2 de junho de 2017, apresentando as "10 atrações turísticas imperdíveis de Portugal". 
As gravações duraram 45 dias e correram com menos imprevistos, por conta da experiência da equipe envolvida desde a primeira temporada, resultando na leva de episódios que Titi Müller mais gostou de gravar. Lisboa, Albufeira, Funchal na Ilha da Madeira, Leiria e a Vila dos Cascais estão entre as 15 cidades visitadas pelo programa.
Desta vez, a apresentadora engordou quatro quilos e confessa ter comido um peixe na Ilha da Madeira que competiu com seu prato favorito na Itália.

### 5ª temporada
Em janeiro de 2018 a produção da quinta temporada foi aprovada para ser gravada em maio, tendo como temática as peculiaridades do sul e do sudeste brasileiro. As cidades de São Paulo, Campos do Jordão, Paraty, Rio de Janeiro, Belo Horizonte, Brumadinho, Ouro Preto, Curitiba, Florianópolis e Porto Alegre estão entre as visitadas pelo programa.

### 6ª temporada
A sexta temporada estreou em 2 de agosto de 2019 com 8 episódios sobre Miami, Estados Unidos.

### 7ª temporada
A sétima temporada estreou em 9 de outubro de 2020, com 8 episódios sobre a África do Sul.

### 8ª temporada
A oitava temporada reuniu os melhores roteiros de cada temporada anterior.

### 9ª temporada
A nona temporada estreou em 24 de junho de 2022, com 8 episódios sobre o interior do Brasil.

## Lista de episódios

### 1ª temporada
| Episódio | Tema                                                 | Exibição   |
| -------- | ---------------------------------------------------- | ---------- |
| 1        | 10 Atrações Que Não São Para Os Fracos               | 03/11/2014 |
| 2        | 10 Pizzas De Encher A Barriga                        | 10/11/2014 |
| 3        | 10 Maneiras De Queimar Calorias Sem Perder O Humor   | 17/11/2014 |
| 4        | 10 Comidas De Rua Para Matar A Fome Sem Perder Tempo | 01/12/2014 |
| 5        | 10 Programas Que São Uma Viagem No Tempo             | 08/12/2014 |
| 6        | 10 Hotéis Que Já São Uma Viagem                      | 15/12/2014 |
| 7        | 10 Maneiras De Ser VIP Pelo Mundo                    | 22/12/2014 |
| 8        | 10 Bares E Drinks Que Valem Até A Ressaca            | 29/12/2014 |
| 9        | 10 Aventuras Aquáticas Para Se Jogar Com Tudo        | 05/01/2015 |
| 10       | 10 Sorvetes Que Não São Uma Fria                     | 12/01/2015 |
| 11       | 10 Comidas Que Você Nunca Imaginou Que Ia Provar     | 19/01/2015 |
| 12       | 10 Programas Para Quem Está Duro Pelo Mundo          | 26/01/2015 |
| 13       | 10 Tratamentos Que Não Cansam A Beleza               | 02/02/2015 |
| 14       | 10 Restaurantes Que Você Nunca Pensou Que Existiam   | 09/02/2015 |

### 2ª temporada
| Episódio | Tema                                          | Exibição   |
| -------- | --------------------------------------------- | ---------- |
| 1        | 10 Programas Cafonas Obrigatórios             | 13/04/2015 |
| 2        | 10 Mercados Que Já São Uma Viagem             | 20/04/2015 |
| 3        | 10 Programas Do Tipo "Faca Na Bota"           | 27/04/2015 |
| 4        | 10 Comidas Típicas de Dar Água na Boca        | 04/05/2015 |
| 5        | 10 Receitas Para Curar Qualquer Mal de Viagem | 11/05/2015 |
| 6        | 10 Lugares Para Boas Compras                  | 18/05/2015 |
| 7        | 10 Lugares Que Pararam No Tempo               | 25/05/2015 |
| 8        | 10 Sanduíches Que Valem Por Uma Refeição      | 01/06/2015 |
| 9        | 10 Hospedagens Que Não Pesam No Bolso         | 08/06/2015 |
| 10       | 10 Sobremesas Que Vão Mudar A Sua Vida        | 15/06/2015 |
| 11       | 10 Aulas Que Você Não Teve Na Escola          | 22/06/2015 |
| 12       | 10 Maneiras Inusitadas De Ir E Vir            | 29/06/2015 |

### 3ª temporada
| Episódio | Tema                                               | Exibição   |
| -------- | -------------------------------------------------- | ---------- |
| 1        | 10 experiências típicas italianas                  | 22/07/2016 |
| 2        | 10 massas de fazer inveja                          | 29/07/2016 |
| 3        | 10 lugares que pararam no tempo                    | 05/08/2016 |
| 4        | 10 vinhos que já valem a viagem                    | 12/08/2016 |
| 5        | 10 paisagens italianas de cartão postal            | 19/08/2016 |
| 6        | 10 sanduíches para matar a fome com estilo         | 26/08/2016 |
| 7        | 10 mercados italianos que são um programa cultural | 02/09/2016 |
| 8        | 10 gordices liberadas para quem está na Itália     | 09/09/2016 |
| 9        | 10 cidades charmosas                               | 16/09/2016 |
| 10       | 10 pizzas tradicionais pra lá de italianas         | 23/09/2016 |
| 11       | 10 hotéis para viver "la dolce vita"               | 30/09/2016 |
| 12       | 10 bairros para bater perna na Itália              | 07/10/2016 |
| 13       | 10 programas turísticos obrigatórios na Itália     | 14/10/2016 |

### 4ª temporada
| Episódio | Tema                                              | Exibição   |
| -------- | ------------------------------------------------- | ---------- |
| 1        | 10 Atrações Turísticas Imperdíveis                | 02/06/2017 |
| 2        | 10 Vinhos Que Fazem Bem Para A Alma               | 09/06/2017 |
| 3        | 10 programas à beira-mar em Portugal              | 16/06/2017 |
| 4        | 10 compras que não podem faltar na mala           | 23/06/2017 |
| 5        | 10 experiências culturais tipicamente portuguesas | 30/06/2017 |
| 6        | 10 tascas portuguesas de tradição                 | 07/07/2017 |
| 7        | 10 coisas que só existem em Portugal              | 14/07/2017 |
| 8        | 10 dicas de como esticar os Euros                 | 21/07/2017 |
| 9        | 10 programas especiais na terrinha                | 28/07/2017 |
| 10       | 10 doces portugueses para tirar você do sério     | 04/08/2017 |
| 11       | 10 viagens saudosas ao passado                    | 11/08/2017 |
| 12       | 10 pratos típicos incríveis                       | 18/08/2017 |
| 13       | 10 passeios dos sonhos em Portugal                | 25/08/2017 |

### 5ª temporada
| Episódio | Tema                                              | Exibição   |
| -------- | ------------------------------------------------- | ---------- |
| 1        | 10 Programas Turísticos para Levar o Amigo Gringo | 04/05/2018 |
| 2        | 10 Comidas Típicas Que Você Precisa Provar        | 11/05/2018 |
| 3        | 10 Lugares para Bater Perna e Fazer Compras       | 18/05/2018 |
| 4        | 10 Programas Para se Refrescar                    | 25/05/2018 |
| 5        | 10 Passeios que São Uma Aula de História          | 01/06/2018 |
| 6        | 10 Petiscos Que Todo Brasileiro Gosta             | 08/06/2018 |
| 7        | 10 Cartões Postais Incríveis                      | 15/06/2018 |
| 8        | 10 Programas Culturais para Mergulhar de Cabeça   | 22/06/2018 |